# Католицизм в Германии
Католицизм в Германии (нем. Katholische Kirche in Deutschland) — одна из двух (наряду с евангелической) крупнейших и старейших христианских конфессий в Германии. В январе 2013 года насчитывалось 24.170.745 прихожан, что соответствует 29,9 % населения. Существует 27 епархий (20 епархий и 7 архиепархий). Все диоцезы сгруппированы в семь церковных провинций.

## История

### Католицизм в германских провинциях Римской Империи
Первые католические епархии на территории современной Германии возникли сразу после превращения христианства в государственную религию Римской Империи — это были епархии Кёльна (провинция Германия II), Майнца, Вормса, Шпайера (провинция Германия I), Трира (провинция Белгика I) и Аугсбурга (Провинция Реция II).

### Католицизм в Королевстве Франков и Франкской Империи
В 582 году из Виндонисы епископальная кафедра была перенесена в Констанц — на земли швабов, в 741 году на присоединённых землях Тюрингов возникла Епархия Айхштетта, год спустя в собственно Франконии — Епархия Вюрцбурга. В 745 году была создана Митрополия Майнца, в которую вошли Епархия Майнца (ставшая архиепархией), епархии Аугсбурга, Вормса, Шпайера, Кура (основана за несколько десятилетий до распада Римской Империи), Констанца, Страсбурга (возникла после распада Римской Империи), Айхштетта и Вюрцбурга. В 739 году после крещения Баварии были созданы Митрополия Зальцбурга в составе Архиепархии Зальцбурга, епархий Пассау, Регенсбурга и Фрайзинга. В 757 году была создана Митрополия Трира в которую вошли епархии Трира (ставшая Архиепархией), Меца, Вердена и Туля (все три созданы ещё период существования Римской Империи. После завоевания саксов на их землях было созданы Фердена в 775 (включена в Митрополию Майнца), Оснабрюка в 783 году и Бремена в 787. В 795 году была создана Митрополия Кёльна в которую вошли епархии Кёльна (стала архиепархией), Льежа (создана ещё в период существования Римской Империи) и Утрехта (создана в 685 году, две последние были в 1559 году выделены в Митрополию Утрехта). В IX в. на землях саксов создаются новые епархии — Миндена в 801, Хальберштадта в 804, Мюнстера в 805, Падерборна в 806 и Хильдесхайма в 815 году.

### Католицизм в Священной Римской Империи
После завоевания полабских славян в 968 году была создана Митрополия Магдебурга в составе Архиепархии Магдебурга, епархий Бранденбурга, Хафельберга, Наумбурга и Мерзебурга, одновременно была создана Епархия Мейссена и Епархия Любека, первая осталась в непосредственном подчинении Святого Престола, вторая позднее включённую в Митрополию Бремена вместе с епархиями Бремена (с 909 года — архиепархия), Шверина (основана в 992 году) и Ратцебурга (основана в 1051 году). В 1007 году из епархий Айхштета и Вюрцбурга была выделена епархия Бамберга в непосредственном подчинении Святого Престола.
Таким образом структура католической церкви в Королевстве Германия принял следующий вид:
- Митрополия Кёльна
  - Архиепархия Кёльна
  - Епархия Миндена
  - Епархия Мюнстера
  - Епархия Льежа
  - Епархия Оснабрюка
  - Епархия Утрехта
- Митрополия Трира
  - Архиепархия Трира
  - Епархия Меца
  - Епархия Вердена
  - Епархия Туля
- Митрополия Майнца
  - Архиепархия Майнца
  - Епархия Аугсбурга
  - Епархия Хура
  - Епархия Айхштетта
  - Епархия Хальберштадта
  - Епархия Хильдесхайма
  - Епархия Констанца
  - Епархия Падерборна
  - Епархия Шпайера
  - Епархия Страсбурга
  - Епархия Фердена
  - Епархия Вормса
  - Епархия Вюрцбурга
- Митрополия Зальцбурга
  - Архиепархия Зальцбурга
  - Епархия Брессаноне
  - Епархия Кимзее
  - Епархия Фрайзинга
  - Епархия Гурка
  - Епархия Лаванта
  - Епархия Пассау
  - Епархия Регенсбурга
  - Епархия Зеккау
  - Епархия Вены
  - Епархия Винер-Нойштадта
- Митрополия Бремена
  - Архиепархия Бремена
  - Епархия Любека
  - Епархия Ратцебурга
  - Епархия Шверина
- Митрополия Магдебург
  - Архиепархия Магдебурга
  - Епархия Бранденбурга
  - Епархия Хафельберга
  - Епархия Мерзебурга
  - Епархия Наумбурга
- Епархия Бамберга
- Епархия Мейссена

Аугсбургский религиозный мир (1555) и Вестфальский мир (1648) заложили основу разделению Германии на две зоны — католическую и лютеранскую. Полностью прекратили своё существование митрополии Бремена, Магдебурга, Кёльна, епархии Миндена, Мейссена и Каммина. Вместо них в 1667 году был создан Апостольский викариат Северной Германии, в XVIII веке из него был выделен Апостольский викариат Саксонии.

### Католицизм в Германском союзе, Северо-германском союзе и Германской Империи (1815—1919)
В 1801 году церковные провинции Майнца и Трира были упразднены. В 1821 году из Митрополии Зальцбурга была выделена Митрополия Фрайзинга в составе епархий Фрайзинга (стала архиепархией), Регенсбурга и Пассау, а также епархия Аугсбурга из бывшей Митрополии Майнца, из последней также была выделена Митрополия Бамберга в составе епархий Айхштетта, Вюрцбурга, Шпайера, а также епархии Бамберга, ставшей архиепархией, епархия Падерборна перешла в Митрополию Кёльна, позднее (в 1867 году) были основаны Фульдская конференция епископов (Fuldaer Bischofskonferenz) (в 1965 году была переименована в Немецкую конференцию епископов (Deutsche Bischofskonferenz)), объединившая все католические епархии Германии и Фрайзингская конференция епископов (Freisinger Bischofskonferenz), объединившая католические епархии Баварии (в 1873—1933 гг. они не принимали участия в Фульдской конференции епископов). Таким образом структура католической церкви приняла следующий вид:
- Митрополия Мюнхена
  - Архиепархия Мюнхена и Фрайхинга (Бавария)
  - Епархия Аугусбурга
  - Епархия Регенсбурга
  - Епархия Пассау
- Митрополия Бамберга (Бавария)
  - Архиепархия Бамберга
  - Епархия Айхштета
  - Епархия Вюрцбурга
  - Епархия Шпайера
- Митрополия Кёльна
  - Архиепархия Кёльна (Рейнская провинция)
  - Епархия Трира (Рейнская провинция)
  - Епархия Мюнстера (Вестфалия)
  - Епархия Падерборна (Вестфалия)
- Митрополия Фрайбурга
  - Архиепархия Фрайбурга (Баден)
  - Епархия Роттенбурга (Вюртемберг)
  - Епархия Майнца (Гессен-Дармштадт)
  - Епархия Лимбурга (Нассау)
  - Епархия Фульды (Гессен-Кассель)
- Митрополия Гнезно
  - Архиепархия Гнезно в персональной унии с Архиепархией Познани (Позен)
  - Епархия Хельмно (Западная Пруссия)
- Епархии находящиеся в непосредственном подчинении Святого Престола
  - Епархия Хильдесхайма (Ганновер)
  - Епархия Оснабрюка (Ганновер)
  - Епархия Вармии (кафедра во Фрауенбурге) (Восточная Пруссия)
  - Епархия Бреслау (Силезия)
  - Апостольская администратура Берлина (Бранденбург и Померания)
  - Апостольский викариат Северной Германии (кафедра в Бремене) (Шлезвиг-Гольштейн, Мекленбург-Шверин и Мекленбург-Стрелиц)
  - Апостольский викариат Саксонии (Саксония)

### Католицизм в Веймарской республике и нацистской Германии (1919—1945)
В 1921 году между Ватиканом и Германией были установлены дипломатические отношения, в 1925 году из Епархии Вроцлава была выделена Епархия Катовице, из Архиепархии Гнезно и Епархии Хельмно — Территориальная прелатура Шнайдемюля, из Епархии Хельмно — Епархия Гданьска, в 1929 году дипломатические отношения были установлены между Ватиканом и Пруссией, в 1929 году между ними был заключён конкордат, в 1930 году Апостольская администратура Берлина была преобразована в Епархию Берлина, епархия Бреслау (в 1821 году была выделена из Митрополии Гнезно в непосредственное подчинение Святого Престола) стала архиепархией, образовавшая совместно с епархиями Вармии (в 1821 году выделена из фактически уже несуществовавшей Митрополии Риги в непосредственное подчинение Святого Престола) и Берлина Митрополию Бреслау, Апостольский викариат Северной Германии также был упразднён его территория была присоединена к Епархии Оснабрюк, Епархия Падерборна стала Архиепархией, образовавшая совместно с епархиями Хильдесхайма и Фульды Митрополию Падерборна, Епархия Оснабрюка и Епархия Лимбурга были присоединена к Митрополии Кёльна:
- Митрополия Бамберга (Бавария)
  - Архиепархия Бамберга
  - Епархия Айхштета
  - Епархия Вюрцбурга
  - Епархия Шпайера
- Митрополия Мюнхена и Фрайзинга (Бавария)
  - Архиепархия Мюнхена и Фрайзинга
  - Епархия Регенсбурга
  - Епархия Пассау
  - Епархия Аугсбурга
- Митрополия Фрайбург
  - Архиепархия Фрайбурга (Баден)
  - Епархия Роттенбург-Штутгарта (Вюртемберг)
  - Епархия Майнца (Гессен)
- Митрополия Кёльна
  - Архиепархия Кёльна (Рейнская провинция)
  - Епархия Мюнстера (Вестфалия)
  - Епархия Трира (Рейнская провинция)
  - Епархия Аахена (Рейнская провинция)
  - Епархия Лимбурга (Гессен-Нассау)
  - Епархия Оснабрюка (Ганновер, Шлезвиг-Гольштейн, Мекленбург-Шверин, Мекленбург-Стрелиц, Гамбург, Бремен, Любек, Шаумбург-Липпе)
- Митрополия Падерборна
  - Архиепархия Падерборна (Вестфалия, Прусская Саксония, Анхальт, Липпе)
  - Епархия Фульды (Гессен-Нассау и Тюрингия)
  - Епархия Хильдесхайма (Ганновер)
- Митрополия Бреслау
  - Архиепархия Бреслау (Нижняя Силезия и Верхняя Силезия)
  - Епархия Берлина (Большой Берлин, Бранденбург и Померания)
  - Епархия Вармии (Восточная Пруссия)
  - Епархия Мейсена (Саксония)
  - Территориальная прелатура Шнайдемюля (Позен-Западная Пруссия)[3]

### Католицизм в ГДР и ФРГ (1949—1990)
В 1945 году католические епископы Вармии и Бреслау перенесли свои кафедры в ФРГ, оставшиеся канонники назначили епархиальных администраторов, вошедшие в Конференцию католических епископов Польши, аналогично часть канонников Епархии Берлина назначили епархиальных администраторов Каменя и Зелёна-Гуры, также вошедшие в Конференцию католических епископов Польши. В 1973 году из частей епархий Фульды, Падеборна, Оснабрюка, Вроцлава находившихся на территории ГДР были образованы апостольские администратуры Эрфурта, Магдебурга, Шверина и Гёрлица в 1976 году совместно с епархиями Берлина и Мейссена образовали Берлинскую конференцию епископов (Berliner Bischofskonferenz), одновременно в епархиях Вроцлава и Вармии были назначены регулярные епископы, а администратуры Зелёна-Гуры и Каменя были повышены до епархий. Таким образом католическая церковь в ГДР приняла следующую структуру:
- Епархия Берлина (Бранденбург, Берлин и Передняя Померания)
- Епархия Мейссена (Саксония)
- Апостольская администратура Эрфурта (Тюрингия)
- Апостольская администратура Магдебурга (Саксония-Анхальт)
- Апостольская администратура Шверина (Мекленбург)
- Апостольская администратура Гёрлица (Силезская Нижняя Лужица)

### Католицизм в объединённой Германии (с 1990)
В 1994 году апостольские администратуры Эрфурта, Магдебурга и Гёрлица были преобразованы в епархии, первые две вошли в состав Митрополии Падерборна, Берлинская конференция католических епископов самораспустилась, епархия Берлина стала архиепархией совместно с епархиями Дрездена-Мейссена и Гёрлица образовали Церковную провинцию Берлина, апостольская администратура Шверина была объединена с частью Епархии Оснабрюка в Архиепархию Гамбурга, образовавшую вместе с епархиями Оснабрюка и Хильдесхайма Митрополию Гамбурга.

## Организационная структура
Католическая церковь в Германии обладает статусом публично-правовой корпорации. Это означает, что она имеет право взимать со своих прихожан церковный налог. Согласно данным Конференции немецких епископов (Deutsche Bischofskonferenz), суммы, собранные в качестве церковного налога с прихожан, составляют бо́льшую часть бюджета католических епархий Германии.
Все католические архиепархии и епархии Германии объединены в Конференцию католических епископов Германии (Deutschen Bischofskonferenz), высший орган конференции - общее собрание (Vollversammlung), состоящее из всех епископов, коадъюторов и ауксилариев, между общим собранием - постоянный совет (Ständige Rat) (существует с 1974 года), состоящий только из епископов.

### Церковные провинции и епархии
| Номер | Церковная провинция | Год создания | Митрополит          | Епархии                          | Географическое положение |
| ----- | ------------------- | ------------ | ------------------- | -------------------------------- | ------------------------ |
| 1     | Бамберг             | 1818         | Ludwig Schick       | Айхштет Вюрцбург Шпайер          |                          |
| 2     | Берлин              | 1994         | Хайнер Кох          | Дрезден-Мейсен Гёрлиц            |                          |
| 3     | Фрайбург            | 1827         | Stephan Burger      | Майнц Роттенбург-Штутгарт        |                          |
| 4     | Гамбург             | 1995         | Stefan Heße         | Хильдесхайм Оснабрюк             |                          |
| 5     | Кёльн               | 795          | Райнер Мария Вёльки | Аахен Эссен Лимбург Мюнстер Трир |                          |
| 6     | Мюнхен и Фрайзинг   | 1817 / 1821  | Рейнхард Маркс      | Аугсбург Регенсбург Пассау       |                          |
| 7     | Падерборн           | 1930         | Ханс-Йозеф Беккер   | Эрфурт Фульда Магдебург          |                          |

### Представительства
- Комиссариат немецких епископов (Kommissariat der deutschen Bischöfe)
- Комиссариат епископов в Баден-Вюртемберге (Kommissariat der Bischöfe in Baden-Württemberg)
- Комиссариат епископов в земле Берлин и земле Бранденбурге (Kommissariat der Bischöfe im Land Berlin und im Land Brandenburg)
- Комиссариат католических епископов в земле Гессен (Kommissariat der Katholischen Bischöfe im Lande Hessen)
- Комиссариат Архиепископов Берлина и Гамбурга в земле Мекленбург-Передняя Померания (Kommissariat der Erzbischöfe von Berlin und Hamburg)
- Комиссариат епископов Рейнланд-Пфальца (Kommissariat der Bischöfe Rheinland-Pfalz)
- Комиссариат епископов Шпайера и Трира в земле Саарланд (Kommissariat der Bischöfe von Speyer und Trier)
- Комиссариат епископов в Тюрингии (Kommissariat der Bischöfe in Thüringen)
- Католическое бюро Баварии (Katholische Büro Bayern)
- Католическое бюро Бремена (Katholische Büro Bremen)
- Католическое бюро Гамбурга (Katholische Büro Hamburg)
- Католическое бюро Нижней Саксонии (Katholische Büro Niedersachsen)
- Католическое бюро в Дюссельдорфе (Katholische Büro in Düsseldorf)
- Католическое бюро Саксонии (Katholische Büro Sachsen)
- Католическое бюро в Саксонии-Анхальт (Katholische Büro in Sachsen-Anhalt)
- Католическое бюро Киля (Katholische Büro Kiel)

## Монашество
- Баварская бенедиктинская конгрегация (Bayerische Benediktinerkongregation)
- Верхненемецкая конгрегация цистерцианцев (Oberdeutsche Zisterzienserkongregation), на территории Германии расположены:
  - Швабская провинция (Schwäbische Provinz)
  - Франконская провинция (Fränkische Provinz)
  - Баварская провинция (Bayerische Provinz)
- Немецкая францисканская провинция (Deutsche Franziskanerprovinz)
- Доминиканская провинция Тевтония (Dominikanerprovinz Teutonia)
- Южно-немецкая доминиканская провинция (Süddeutsch-österreichische Dominikanerprovinz)
- Немецкая провинция кармелитов (Deutsche Provinz der Karmeliten)
- Немецкая провинция паулинов